# Andrés Henestrosa
Andrés Henestrosa Morales (San Francisco Ixhuatán, Oaxaca, México, 30 de novembro de 1906 — Cidade do México, México, 10 de janeiro de 2008) foi um poeta, narrador, ensaísta, escritor, político e historiador mexicano.  Uma das suas grandes contribuições foi na fonética da língua zapoteca e sua transcrição ao alfabeto latino.

## Biografia
Andrés Henestrosa começou sua educação básica em Juchitán, Oaxaca. Falou somente zapoteco até que teve quinze anos de idade quando mudou-se para a Cidade do México para estudar na Escola Normal de Professores, onde pôde aprender a língua castelhana.  Mais tarde foi à Escola Nacional Preparatória e depois à Escola Nacional de Jurisprudência, onde estudou advocacia, sem poder-se graduar; ao mesmo tempo estudou na Faculdade de Filosofia e Letras na Universidad Nacional Autónoma de México. Foi nessa época, em 1927, que ele iniciou sua frutífera obra escrita quando um de seus professores, Alfonso Caso, sugeriu-lhe que escrevera sobre os mitos, lendas e fábulas que Henestrosa narrava oralmente, ideia que foi base do livro Os homens que  dispersou a dança (Los hombres que dispersó la danza), publicado dois anos depois. O professor Henestrosa fez contribuições importantes ao indigenismo, e nessa obra ele recriou, com uma prosa cheia de determinação e eficiência narrativa, as histórias e os contos de sua terra zapoteca, tomados do acervo popular.